# Cheilochromis euchilus
Genre
Espèce
Statut de conservation UICN

 LC  : Préoccupation mineure
Cheilochromis euchilus est une espèce de poissons à nageoires rayonnées de la famille des Cichlidae endémique du lac Malawi en Afrique.
C'est la seule espèce du genre Cheilochromis (monotypique).

## Article original
- Trewavas, 1935 : A synopsis of the cichlid fishes of Lake Nyasa. Annals and Magazine of Natural History (Series 10) 16-91 p. 65–118.